# Otmar Wiestler

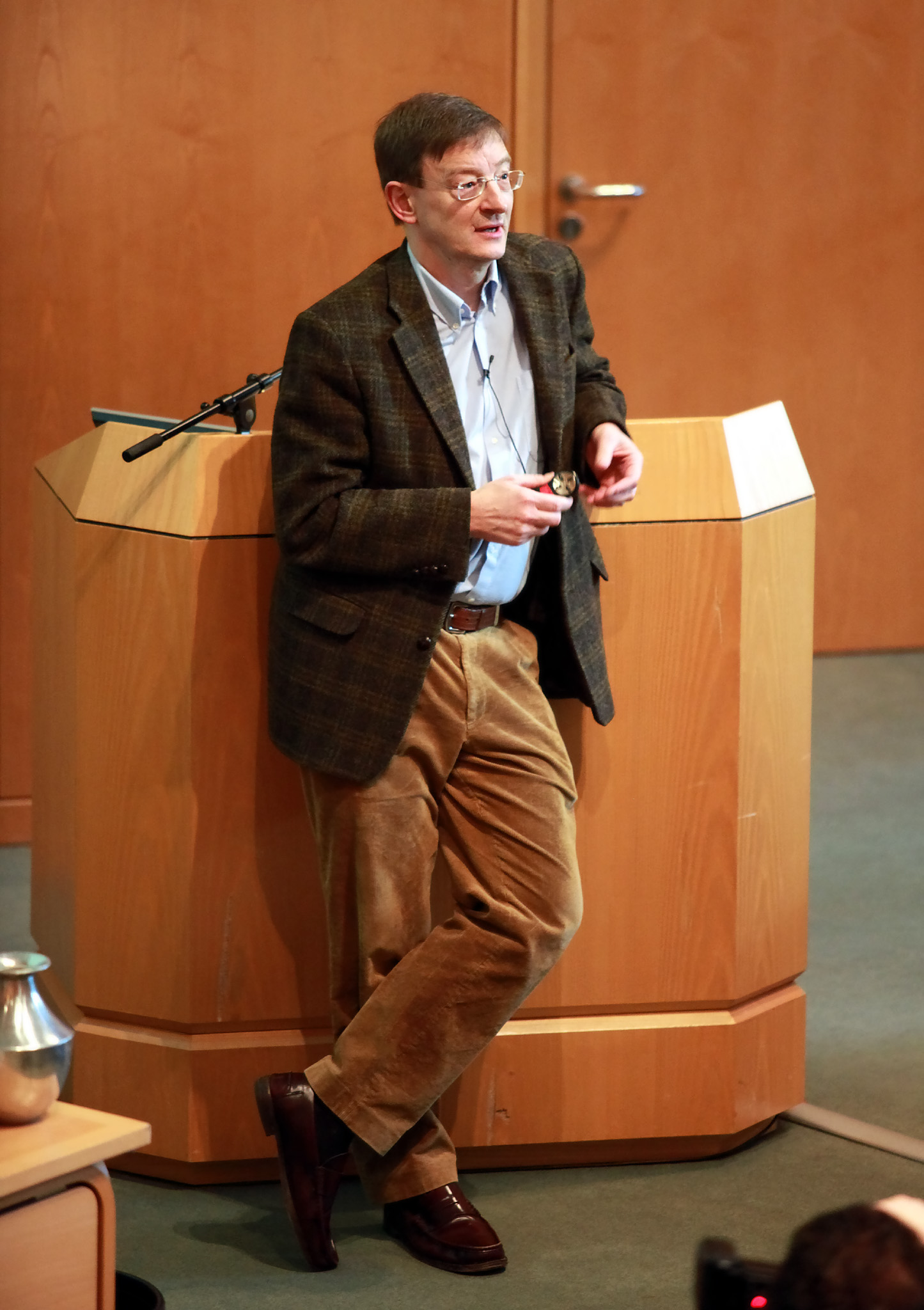
Otmar Wiestler.

Otmar Dieter Wiestler (Freiburg im Breisgau, 6 de novembro de 1956) é um médico alemão. É professor da Universidade de Heidelberg e foi diretor do Centro de Pesquisa do Câncer da Alemanha (em alemão:  Deutsches Krebsforschungszentrum - DKFZ) até ser eleito presidente da Helmholtz-Gemeinschaft Deutscher Forschungszentren em 2015.

## Condecorações
Em 8 de abril de 2005 recebeu a Ordem do Mérito da República Federal da Alemanha.

## Publicações selecionadas
- O. D. Wiestler, G. Walter: Developmental expression of two forms of pp60c-src in mouse brain Molecular and Cellular Biology 8 / 1988, p. 502-504.
- H. K Wolf, O. D. Wiestler:Malformative and neoplastic glioneuronal lesions in patients with chronic pharmacoresistant epilepsies. In: Advances in neurology81/1999, p. 69-79. PMID 10549483
- R. H. Eibl, P. Kleihues, P.S. Jat, O. D. Wiestler: A model for primitive neuroectodermal tumors in transgenic neural transplants harboring the SV40 large T antigen. Am J Pathol. 1994 Mar; 144 (3) :556-64